# Esperimento di Milgram
L'esperimento di Milgram fu un esperimento di psicologia sociale condotto nel 1961 dallo psicologo statunitense Stanley Milgram il cui obiettivo era lo studio del comportamento di soggetti ai quali un'autorità, nel caso specifico uno scienziato, ordinava di eseguire delle azioni in conflitto con i valori etici e morali dei soggetti stessi.
L'esperimento cominciò tre mesi dopo l'inizio del processo a Gerusalemme contro il criminale di guerra nazista Adolf Eichmann. Milgram concepiva l'esperimento come un tentativo di risposta alla domanda "È possibile che Eichmann e i suoi milioni di complici stessero semplicemente eseguendo degli ordini?".

## L'esperimento

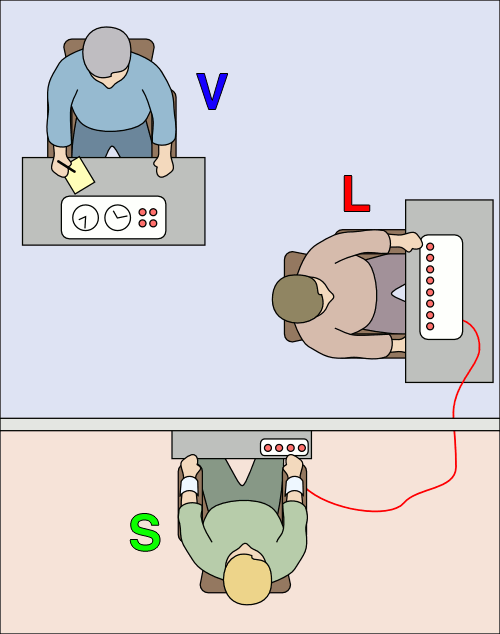
Il ricercatore (V) ordina al soggetto (L - insegnante) di punire con scosse elettriche, che quest'ultimo crede siano dolorose, un altro soggetto (S - allievo), che in realtà è un attore e complice. Molti soggetti hanno continuato a dare scosse elettriche nonostante le suppliche di misericordia da parte degli attori.

I partecipanti alla ricerca furono reclutati tramite un annuncio su un giornale locale o tramite inviti spediti per posta a indirizzi ricavati dalla guida telefonica. Il campione risultò composto da persone fra i 20 e i 50 anni, maschi, di varia estrazione sociale. Fu loro comunicato che avrebbero collaborato, dietro ricompensa, a un esperimento sulla memoria e sugli effetti dell'apprendimento.
Nella fase iniziale della prova lo sperimentatore, assieme a un collaboratore complice, assegnava con un sorteggio truccato i ruoli di "allievo" e di "insegnante": il soggetto ignaro era sempre sorteggiato come insegnante e il complice come allievo. I due soggetti venivano poi condotti nelle stanze predisposte per l'esperimento. L'insegnante (soggetto ignaro) era posto di fronte al quadro di controllo di un generatore di corrente elettrica, composto da 30 interruttori a leva posti in fila orizzontale, sotto ognuno dei quali vi era segnalata la tensione, dai 15 V del primo ai 450 V dell'ultimo. Sotto ogni gruppo di 4 interruttori apparivano le seguenti diciture: (1–4) scossa leggera, (5–8) scossa media, (9–12) scossa forte, (13–16) scossa molto forte, (17–20) scossa intensa, (21–24) scossa molto intensa, (25–28) attenzione: scossa molto pericolosa, (29–30) XXX.
All'insegnante era fatta percepire la scossa relativa alla terza leva (45 V) in modo che si rendesse personalmente conto che non vi erano finzioni e gli venivano precisati i suoi compiti come segue:
1. leggere all'allievo una serie di coppie di parole, per esempio: "scatola azzurra", "giornata serena"; compito dell'allievo era di memorizzare le coppie, in vista della fase successiva;
2. ripetere la seconda parola di ogni coppia accompagnata da quattro associazioni alternative, per esempio: "azzurra – auto, acqua, scatola, lampada", e chiedere all'allievo quale fosse, tra quelle elencate, la parola presente nella coppia originaria: ad esempio, "azzurra - scatola";
3. decidere se la risposta fornita dall'allievo fosse corretta;
4. in caso fosse sbagliata, infliggere una punizione, aumentando l'intensità della scossa a ogni errore dell'allievo.

Quest'ultimo veniva legato a una specie di sedia elettrica e gli era applicato un elettrodo al polso, collegato al generatore di corrente posto nella stanza accanto. Doveva rispondere alle domande, e fingere una reazione con implorazioni e grida al progredire dell'intensità delle scosse (che in realtà non riceveva), fino a che, raggiunti i 330 V, non emetteva più alcun lamento, simulando di essere svenuto per le scosse precedenti.
Lo sperimentatore aveva il compito, durante la prova, di esortare in modo pressante l'insegnante: «l'esperimento richiede che lei continui», «è assolutamente indispensabile che lei continui», «non ha altra scelta, deve proseguire». Il grado di obbedienza fu misurato in base al numero dell'ultimo interruttore premuto da ogni soggetto prima che quest'ultimo interrompesse autonomamente la prova oppure, nel caso il soggetto avesse deciso di continuare fino alla fine, al trentesimo interruttore. Soltanto al termine dell'esperimento i soggetti vennero informati che la vittima non aveva subito alcun tipo di scossa.

## Risultati
Contrariamente alle aspettative, nonostante i 40 soggetti dell'esperimento mostrassero sintomi di tensione e protestassero verbalmente, una considerevole percentuale di questi obbedì pedissequamente allo sperimentatore. Questo stupefacente grado di obbedienza, che ha indotto i partecipanti a violare i propri principi morali, è stato spiegato in rapporto ad alcuni elementi, quali l'obbedienza indotta da una figura autoritaria considerata legittima, la cui autorità induce uno stato eteronomico, caratterizzato dal fatto che il soggetto non si considera più libero di intraprendere condotte autonome, ma strumento per eseguire ordini. I soggetti dell'esperimento non si sono perciò sentiti moralmente responsabili delle loro azioni, ma esecutori dei voleri di un potere esterno. Alla creazione del suddetto "stato eteronomico" concorrono tre fattori:
- percezione di legittimità dell'autorità (nel caso in questione lo sperimentatore incarnava l'autorevolezza della scienza)
- adesione al sistema di autorità (l'educazione all'obbedienza fa parte dei processi di socializzazione)
- le pressioni sociali (disobbedire allo sperimentatore avrebbe significato metterne in discussione le qualità oppure rompere l'accordo fatto con lui).

Il grado di obbedienza all'autorità variava però sensibilmente in relazione a due fattori: la distanza tra insegnante e allievo e la distanza tra soggetto sperimentale e sperimentatore. Furono infatti testati quattro livelli di distanza tra insegnante e allievo: nel primo l'insegnante non poteva osservare né ascoltare i lamenti della vittima; nel secondo poteva ascoltare ma non osservare la vittima; nel terzo poteva ascoltare e osservare la vittima; nel quarto, per infliggere la punizione, doveva afferrare il braccio della vittima e spingerlo su una piastra. Nel primo livello di distanza, il 65% dei soggetti andò avanti sino alla scossa più forte; nel secondo livello il 62,5%; nel terzo livello il 40%; nel quarto livello il 30%.
Grazie all'esperimento, Milgram arrivò a dimostrare che l'obbedienza dipende anche dalla ridefinizione del significato della situazione. Ogni situazione è infatti caratterizzata da una sua ideologia che definisce e spiega il significato degli eventi che vi accadono, e fornisce la prospettiva grazie alla quale i singoli elementi acquistano coerenza. Tale "ridefinizione del significato della situazione" potrebbe portare l'insegnante che somministra le scosse ad entrare in quello che viene detto "stato d'agente", in cui un individuo percepisce se stesso come "agente" della volontà di qualcun altro, e quindi non percepisce la responsabilità delle azioni che commette come propria. La coesistenza di norme sociali contrastanti (da una parte quelle che inducono a non utilizzare la forza e la violenza e dall'altra quelle che prevedono una reazione aggressiva a certi stimoli) fa sì che la probabilità di attuare comportamenti aggressivi venga di volta in volta influenzata dalla percezione individuale della situazione (che determina quali norme siano pertinenti al contesto e debbano pertanto essere seguite). Dal momento che il soggetto accetta la definizione della situazione proposta dall'autorità, finisce col ridefinire un'azione distruttiva, non solo come ragionevole, ma anche come oggettivamente necessaria.
Le numerose ricerche che hanno successivamente utilizzato il paradigma di Milgram (come quelle di David Rosenhan), hanno tutte confermato i risultati ottenuti dallo studioso, che sono stati ampiamente discussi anche nell'ambito di quel cospicuo filone di studi interessati a ricostruire i fattori che hanno reso possibile lo sterminio ad opera dei nazisti.

## Critiche
Nel 2011 Gina Perry, intervistando i protagonisti ed effettuando ricerche nell'archivio personale di Stanley Milgram, ha messo in discussione le modalità di esecuzione dell'esperimento, i cui risultati apparirebbero viziati da errori di impostazione.
Il fatto che l'esperimento sia basato su una messa in scena atta a trarre in inganno i soggetti invitati a partecipare al test è stato oggetto di critica: sono documentati casi di "insegnanti" che, avendo sentito grida di dolore insopportabile seguite quasi immediatamente da risposte dal tono di voce normale da parte degli "allievi", avrebbero reagito a quella situazione surreale in maniera estraniata e mettendosi a ridere.

## L'esperimento nella cultura di massa
- L'esperimento viene rappresentato nel film TV del 1976 Il Decimo Livello con William Shatner e nel film del 1979 di Henri Verneuil I... come Icaro.
- L'album di Peter Gabriel So, pubblicato nel 1986, contiene la canzone We Do What We're Told (Milgram's 37) basata sull'esperimento e sui suoi risultati.
- Il film del 2015 Experimenter, scritto e diretto da Michael Almereyda, racconta la storia dell'esperimento.
- Nel 2009 il regista francese Christophe Nick ha replicato l'esperimento di Milgram nel reality show-documentario Zone Xtreme.[4][5] In questa versione dell'esperimento, agli ottanta concorrenti di un gioco a quiz si chiedeva di infliggere ai loro colleghi scariche elettriche fino a 480 volt (simulate, all'insaputa di chi le infliggeva), in caso di errore nelle risposte date alle domande del quiz. Il programma è stato pensato come un documentario di denuncia sulle possibili conseguenze estreme dei reality show, anche se, in realtà, esso replica i risultati di Milgram e riguarda quindi il più ampio fenomeno, ben conosciuto dagli psicologi, dell'obbedienza all'autorità.
- Il libro d'esordio dello scrittore Will Lavender, dal titolo Obbedienza, pubblicato nel 2009, è un thriller psicologico interamente incentrato sull'esperimento di Milgram.
- Nel 2011, all'interno del programma di Discovery Channel How Evil Are You? (tradotto in italiano con Quanto sei cattivo?), il regista statunitense Eli Roth ha replicato l'esperimento di Milgram ottenendo sostanzialmente gli stessi risultati.